# جائزة بانكروفت
جائزة بانكروفت هي جائزة يقدمها أمناء جامعة كولومبيا للكتب المميزة في الدبلوماسية أو في تاريخ الأمريكتين. ولا ينبغي الخلط بين جائزة بانكروفت في التاريخ الأمريكي وجائزة بانكروفت التي تمنحها الجمعية الملكية الكندية.
أنشئت جائزة بانكروفت عام 1948 بموجب وصية تركها المؤرخ الأمريكي فريدريك بانكروفت، والذي سمّى الجائزة بهذا الاسم تخليداً لذكرى شقيقه الدبلوماسي والمحامي الأمريكي إدغار أديسون بانكروفت.
تُعتبر جائزة بانكروفت من أكثر الجوائز الأكاديمية تميزًا في مجال التاريخ. وتُعتبر الجائزة بشكل عام واحدة من بين الجوائز المرموقة في مجال كتابة التاريخ الأمريكي.
كانت جائزة بانكروفت عبارة عن مبلغ نقدي بلغ حتى عام 2004 أربعة ألاف دولاراً أمريكيّاً فقط، بينما تبلغ قيمة جائزة بانكروفت حالياً عشرة آلاف دولاراً أمريكيّاً. حظيت أعمال سبعة عشر فائزًا بجائزة بانكروفت منذ إنشائها بدعم من الوقف الوطني للعلوم الإنسانية، كما أن هناك 16 فائزًا بجائزة بانكروفت حصلوا أيضاً على جائزة بوليتسر للتاريخ.
أثير الكثير من الجدل حول جائزة بانكروفت بعد منح الجائزة للمؤرخ الأمريكي وأستاذ التاريخ في جامعة إيموري مايكل أ. بيليسيليس في عام 2001 عن كتابه بعنوان تسليح أمريكا، والذي استند فيه إلى بيانات مغلوطة وبحث ملفّق بما ينتهك معايير واشتراطات الجامعة للأعمال الفائزة بالجائزة، ثم ألغى مجلس أمناء جامعة كولومبيا الجائزة للمرة الأولى والوحيدة في تاريخ جائزة بانكروفت بعد أن أُجريت تحقيقات مستقلة بشأن أحقيته في الحصول على الجائزة.

## الحاصلون على الجائزة
| السنة | اسم الكتاب الفائز | اسم المؤلف الفائز                                                          |
| ----- | --- | -------------------------------------------------------------------------- |
| 1948  | محنة الاتحاد (صدر الكتاب لأول مرة في نيويورك عام 1947) | ألان نيرفنز                                                                |
| 1948  | عبر ولاية ميسوري الواسعة (صدر الكتاب لأول مرة في نيويورك عام 1947) | برنارد ديفوتو                                                              |
| 1949  | روزفلت وهوبكنز (صدر الكتاب لأول مرة في نيويورك عام 1948) | روبرت إ. شيروود                                                            |
| 1949  | الشمس المشرقة في المحيط الهادئ (صدر الكتاب لأول مرة في نيويورك عام 1948) | صامويل إ. موريسون                                                          |
| 1950  | سنوات الانتصارات 1758- 1760 (صدر الكتاب لأول مرة في نيويورك عام 1950) | لورانس هـ. غيبسون                                                          |
| 1950  | منزل ويتلسي (صدر الكتاب لأول مرة في كورونادو عام 1949) | هربرت إ. بولتون                                                            |
| 1951  | اتحادنا الأكثر مثالية (صدر الكتاب لأول مرة في ماساتشوستس عام 1950) | آرثر ن. هولكومب                                                            |
| 1951  | الأرض الطاهرة (صدر الكتاب لأول مرة في ماساتشوستس عام 1950) | هنري ن. سميث                                                               |
| 1952  | تشارلز إيفانز هيوز (صدر الكتاب لأول مرة في نيويورك عام 1951) | ميرلو ج. بوسي                                                              |
| 1952  | أصول الجنوب الجديد (1877-1913) (صدر الكتاب لأول مرة في ولاية لويزيانا عام 1951)                                                                                                  | ك. فان وودوارد                                                             |
| 1953  | عصر المشاعر السعيدة (صدر الكتاب لأول مرة في نيويورك عام 1952) | جورج دينجرفيلد                                                             |
| 1953  | موعد مع القدر (صدر الكتاب لأول مرة في نيويورك عام 1952) | إيريك ف. غولدمان                                                           |
| 1954  | أوان زرع بذور الجمهورية (صدر الكتاب لأول مرة في نيويورك عام 1953) | كلينتون روزيتر                                                             |
| 1954  | الحرب غير المعلنة (صدر الكتاب لأول مرة في نيويورك عام 1953) | ويليام ل. لانغر                                                            |
| 1955  | النهر العظيم (صدر الكتاب لأول مرة في راينهارت عام 1854) | بول هورغان                                                                 |
| 1955  | الجاكسونيون (صدر الكتاب لأول مرة في نيويورك عام 1954) | ليونارد د. وايت                                                            |
| 1956  | هنري ادامز (صدر الكتاب لأول مرة في نيويورك عام 1955) | إليزابيث ستيفنسون                                                          |
| 1956  | المخطط الكامل الأخير للرئيس لينكولن (صدر الكتاب لأول مرة في نيويورك عام 1955) | ج. ج. راندال وريتشارد ن. كارنت                                             |
| 1957  | روسيا تغادر الحرب (صدر الكتاب لأول مرة في نيوجيرسي عام 1956) | جورج ف. كينان                                                              |
| 1957  | ويلسون: الحرية الجديدة (صدر الكتاب لأول مرة في نيوجيرسي عام 1956) | أرثر س. لينك                                                               |
| 1958  | أزمة النظام القديم (صدر الكتاب لأول مرة في نيويورك عام 1957) | أرثر م. شليزنغر الابن                                                      |
| 1958  | تاريخ المجلات الأمريكية (صدر الكتاب لأول مرة في ماساتشوستس عام 1957) | فرانك لوثر موت                                                             |
| 1959  | هنري ادامز والسنوات الوسطى (صدر الكتاب لأول مرة في ماساتشوستس عام 1958) | إرنست صامويلز                                                              |
| 1959  | الأمريكيون: التجربة الاستعمارية (صدر الكتاب لأول مرة في نيويورك عام 1958) | دانييل ج. بورستين                                                          |
| 1960  | عصر الثورة الديمقراطية: التاريخ السياسي لأوروبا وأمريكا (1760-1800) (صدر الكتاب لأول مرة في برينسون، نيوجيرسي عام 1959)                                                          | ر. ر. بالمر                                                                |
| 1960  | في عصر ماكينلي (صدر الكتاب لأول مرة في نيويورك عام 1959) | مارغريت ليش                                                                |
| 1961  | صورة جيفرسون في العقل الأمريكي (صدر الكتاب لأول مرة في أوكسفورد عام 1960) | ميريل د. بيترسون                                                           |
| 1961  | ويلسون: النضال من أجل الحياد (صدر الكتاب لأول مرة في برينستون، نيوجيرسي عام 1960)                                                                                                | أرثر س. لينك                                                               |
| 1962  | تحول المدرسة (صدر الكتاب لأول مرة في نيويورك عام 1961) | لورانس أ. كريمن                                                            |
| 1962  | إلى خطاب الوداع: أفكار السياسة الخارجية الأمريكية المبكرة (صدر الكتاب لأول مرة في برينستون، نيوجيرسي عام 1961)                                                                   | فيليكس جيلبرت                                                              |
| 1962  | شارلز فرانسيس آدامز (1807-1866) (صدر الكتاب لأول مرة في نيويورك عام 1961) | مارتن ب. دوبرمان                                                           |
| 1963  | جون أدامز (صدر الكتاب لأول مرة في نيويورك عام 1961) | بيج سميث                                                                   |
| 1963  | بيرل هاربور: تحذير وقرار (صدر الكتاب لأول مرة في بالو ألتو، كاليفورنيا عام 1962)                                                                                                 | روبرتا وولستيتر                                                            |
| 1963  | قوة الأمم: السياسة العالمية في عصرنا (صدر الكتاب لأول مرة في نيويورك عام 1962)                                                                                                   | جون ج. ستوسينجر                                                            |
| 1964  | فرانكلين روزفلت والصفقة الجديدة (صدر الكتاب لأول مرة في نيويورك عام 1963) | ويليام إ. ليشتنبورغ                                                        |
| 1964  | المحرر: ويليام لويد جاريسون (صدر الكتاب لأول مرة في نيويورك عام 1963) | جون ل. توماس                                                               |
| 1964  | القوة والحرية والدبلوماسية: السياسة الخارجية للولايات المتحدة الأمريكية (صدر الكتاب لأول مرة في نيويورك عام 1963)                                                                | بول سيبوري                                                                 |
| 1965  | كاسلريه وآدامز: إنجلترا والولايات المتحدة (١٨١٢-١٨٢٣) (صدر الكتاب لأول مرة في بيركلي، كاليفورنيا عام 1964)                                                                       | برادفورد بيركنز                                                            |
| 1965  | صورة لجنرال: السير هنري كلينتون في حرب الاستقلال (صدر الكتاب لأول مرة في نيويورك عام 1964)                                                                                       | ويليام ب. ويلكوكس                                                          |
| 1965  | الولايات المتحدة وأزمة الشرق الأقصى 1933-1938 (صدر الكتاب لأول مرة في ماساتشوستس عام 1964)                                                                                       | دوروثي بورغ                                                                |
| 1966  | صانعو السلام: القوى العظمى والاستقلال الأمريكي (صدر الكتاب لأول مرة في نيويورك عام 1965)                                                                                         | ريتشارد ب. موريس                                                           |
| 1966  | بين إمبراطوريتين: محنة الفلبين (1929-1946) (صدر الكتاب لأول مرة في نيو هافن، كونيتكت عام 1965)                                                                                   | ثيودور و. فريند الثالث                                                     |
| 1967  | مقدمة للحرب الأهلية: جدل الإبطال في ساوث كارولينا (1816- 1836) (صدر الكتاب لأول مرة في نيويورك عام 1966)                                                                         | ويليام و. فريلنغ                                                           |
| 1967  | جيمس ك. بولك، كوناريست (١٨٤٣-١٨٤٦) (صدر الكتاب لأول مرة في برينستون، نيوجيرسي عام 1966)                                                                                          | تشارلز سيلرز                                                               |
| 1967  | مجتمع واشنطن (1800-1828) (صدر الكتاب لأول مرة في برينستون نيوجيرسي عام 1966) | جيمس ستارلينغ يونغ                                                         |
| 1968  | تاريخ تعليم الزنوج في الجنوب من عام 1619 حتى الوقت الحاضر (صدر الكتاب لأول مرة في ماساتشوستس عام 1967)                                                                           | هنري ألان بولوك                                                            |
| 1968  | من المتشدد إلى يانكي: الشخصية والنظام الاجتماعي في ولاية كونيتيكت (1690-1765) (صدر الكتاب لأول مرة في ماساتشوستس عام 1967)                                                       | ريتشارد ل. بوشمان                                                          |
| 1968  | الأصل الأيديولوجي للثورة الأمريكية (صدر الكتاب لأول مرة في ماساتشوستس عام 1967)                                                                                                  | برنارد بايلن                                                               |
| 1969  | أبيض على أسود: الموقف الأمريكي تجاه أصحاب البشرة السمراء (صدر الكتاب لأول مرة في كارولينا الشمالية عام 1968)                                                                     | وينثروب د. جوردون                                                          |
| 1969  | وودرو ويلسون والسياسة العالمية: رد فعل أمريكا تجاه الحرب ولثورة (صدر الكتاب لأول مرة في أوكسفورد عام 1968)                                                                       | ن. جوردون ليفن الابن                                                       |
| 1969  | الثقة في العقول (صدر الكتاب لأول مرة في نيويورك عام 1968) | ريكسفورد غاي توغويل                                                        |
| 1970  | تشارلز ويلسون (صدر الكتاب لأول مرة في نيويورك عام 1969) | تشارلز سيلرز                                                               |
| 1970  | تأسيس الجمهورية الأمريكية (1776–1787) (صدر الكتاب لأول مرة في كارولينا الشمالية عام 1969)                                                                                        | جوردون س. وود                                                              |
| 1970  | سكوتسبورو: مأساة الجنوب الأمريكي (صدر الكتاب لأول مرة في لويزيانا عام 1969) | دان ت. كارتر                                                               |
| 1971  | إمبراطورية الصورة: تاريخ البث في الولايات المتحدة منذ عام 1953 (صدر الكتاب لأول مرة في أوكسفورد عام 1970)                                                                        | إريك بارنو                                                                 |
| 1971  | تحديد النسل في أمريكا: مهنة مارغريت سانغر (صدر الكتاب لأول مرة في نيو هافن، كارولينا الشمالية عام 1970)                                                                          | ديفيد م. كينيدي                                                            |
| 1971  | أندرو كارنيجي (صدر الكتاب لأول مرة في أوكسفورد عام 1970) | جوزيف فريزير وول                                                           |
| 1972  | لا أبيض ولا أسود (صدر الكتاب لأول مرة في نيويورك عام 1971) | كارل ن. ديغلار                                                             |
| 1972  | ماذرز: ثلاثة أجيال من المثقفين البيوريتانيين (1596-1728) (صدر الكتاب لأول مرة في أوكسفورد عام 1971)                                                                              | روبرت ميدلكاوف                                                             |
| 1972  | الاكتشاف الأوروبي لأمريكا: الرحلات الشمالية (صدر الكتاب لأول مرة في أوكسفورد عام 1971)                                                                                           | صامويل إ. موريسون                                                          |
| 1973  | حريق في البحيرة: الفيتناميون والأمريكيون في فيتنام (صدر الكتاب لأول مرة في بوسطن عام 1971)                                                                                       | فرانسيس فيتزجيرالد                                                         |
| 1973  | الولايات المتحدة وجذور الحرب الباردة (صدر الكتاب لأول مرة في نيويورك عام 1972)                                                                                                   | جون لويس جاديس                                                             |
| 1973  | بوكر ت. واشنطن (صدر الكتاب لأول مرة في أوكسفورد عام 1972) | ر. لويس هارلان                                                             |
| 1974  | فريدريك جاكسون تورنر: مؤرخاً، وباحثاً، ومدرّساً (صدر الكتاب لأول مرة في أوكسفورد عام 1973)                                                                                           | راي ألان بيلنغتون                                                          |
| 1974  | الشيطان وجون فوستر دالاس (صدر الكتاب لأول مرة في بوسطن عام 1973) | تونسند هوبز                                                                |
| 1974  | أهل بوسطن الآخرون: الفقر والتقدم في العاصمة الأمريكية (1880-1970) (صدر الكتاب لأول مرة في ماساتشوستس عام 1973)                                                                   | ستيفان ثيرنستروم                                                           |
| 1975  | عكس مسار الزمن: اقتصاديات العبودية الأمريكية/ أو الزنوج في عكس مسار الزمن: الأدلة والطرق (صدر الكتاب لأول مرة في بوسطن عام 1974)                                                 | روبرت ويليام فوغل، وإنغرمان ل. ستانلي                                      |
| 1975  | الردع في السياسة الخارجية الأمريكية: النظرية والتطبيق (صدر الكتاب لأول مرة في نيويورك عام 1974)                                                                                  | أليكساندر ل. جورج، وريتشارد سموك                                           |
| 1975  | إطوي الأردن طياً (صدر الكتاب لأول مرة في نيويورك عام 1974) | جينوفيس يوجين                                                              |
| 1976  | مشكلة العبودية في عصر الثورة (1770-1823) (صدر الكتاب لأول مرة في نيويورك عام 1975)                                                                                               | ديفيد برين دايفيس                                                          |
| 1976  | إديث وارتون: سيرتها وحياتها (صدر الكتاب لأول مرة في نيويورك عام 1975) | ب. و. ر. لويس                                                              |
| 1977  | الطبقة والمجتمع: الثورة الصناعية في لين (صدر الكتاب لأول مرة في ماساتشوستس عام 1976)                                                                                             | ألان داولي                                                                 |
| 1977  | صواريخ المينيتمان وعالمها (صدر الكتاب لأول مرة في نيويورك عام 1976) | روبرت أ. غروس                                                              |
| 1977  | الرقيق والاقتصاد في جامايكا (1807-1834) (صدر الكتاب لأول مرة في ماساتشوستس عام 1976)                                                                                             | باري و. هيغمان                                                             |
| 1978  | اليد المرئية: الثورة الإدارية في الأعمال الأمريكية (صدر الكتاب لأول مرة في ماساتشوستس عام 1977)                                                                                  | ألفريد د. شاندلر الابن                                                     |
| 1978  | تحولات القانون الأمريكي (1780-1860) (صدر الكتاب لأول مرة في ماساتشوستس عام 1977)                                                                                                 | مورتون ج. هورفتس                                                           |
| 1979  | حلفاء من نفس النوع: الولايات المتحدة وبريطانيا والحرب ضد اليابان (1941-1945) (صدر الكتاب لأول مرة في أوكسفورد عام 1978)                                                          | كريستوفر ثورن                                                              |
| 1979  | روكديل: نمو قرية أمريكية في الثورة الصناعية المبكرة (صدر الكتاب لأول مرة في نيويورك عام 1978)                                                                                    | أنتوني ف. ك. والاس                                                         |
| 1980  | فرانكلين د. روزفلت والسياسة الخارجية الأمريكية (1932-1945) (صدر الكتاب لأول مرة في أوكسفورد عام 1978)                                                                            | روبرت دالك                                                                 |
| 1980  | النساء في العمل: تحولات العمل والمجتمع في مدينة لويل بولاية ماساتشوستس (1826-1860) (صدر الكتاب لأول مرة في نيويورك عام 1979)                                                     | توماس دوبلن                                                                |
| 1980  | وعاء الغبار: السهول الجنوبية في ثلاثينيات الرقن العشرين (صدر الكتاب لأول مرة في أوكسفورد عام 1979)                                                                               | دونالد وورستر                                                              |
| 1981  | والتر ليبمان والقرن الأمريكي (صدر الكتاب لأول مرة في نيويورك عام 1980) | رونالد ستيل                                                                |
| 1981  | أليس جيمس: سيرة حياتها (صدر الكتاب لأول مرة في نيويورك عام 1980) | جين شتروسي                                                                 |
| 1982  | شعب في حالة ثورة: الثورة الأمريكية والمجتمع السياسي في نيويورك (1760-1790) (صدر الكتاب لأول مرة في بالتيمور عام 1981)                                                            | إدوارد كانتريمان                                                           |
| 1982  | مهد الطبقة الوسطى: العائلة في مقاطعة أونيدا (صدر الكتاب لأول مرة في نيويورك عام 1981)                                                                                            | ماري ب. ريان                                                               |
| 1983  | الترفيه عن الشيطان: السحر وثقافة نيو إنجلاند المبكرة (صدر الكتاب لأول مرة في أوكسفورد عام 1982)                                                                                  | جون بوتنام ديموس                                                           |
| 1983  | يوجين ف. دبس: مواطناً واشتراكيّاً (صدر الكتاب لأول مرة في نيويورك عام 1982) | نيك سلفاتور                                                                |
| 1984  | بوكر ت. واشنطن: ساحر توسكيجي (1901-1915) (صدر الكتاب لأول مرة في أوكسفورد عام 1982)                                                                                              | لويس ر. هارلان                                                             |
| 1984  | التحول الاجتماعي للطب الأمريكي: صعود مهنة ذات سيادة وبداية صناعة ضخمة (صدر الكتاب لأول مرة في نيويورك عام 1983)                                                                  | بول ستار                                                                   |
| 1985  | المرأة الحرة في بطرسبورغ: الوضع والثقافة في مدينة جنوبية (1784-1860) (صدر الكتاب لأول مرة في نيويورك عام 1984)                                                                   | سوزان ليبسوك                                                               |
| 1985  | حياة وعصر كوتون ماذر (صدر الكتاب لأول مرة في نيويورك عام 1984) | كينيث سيلفرمان                                                             |
| 1986  | كرابغراس فرونتير: الضواحي في الولايات المتحدة (صدر الكتاب لأول مرة في أوكسفورد عام 1985)                                                                                         | كينيث ت. جاكسون                                                            |
| 1986  | عمل الحب وعمل الحزن: النساء السود والعمل والأسرة من العبودية حتى الوقت الحاضر (صدر الكتاب لأول مرة في نيويورك عام 1985)                                                          | جاكلين جونز                                                                |
| 1987  | روح قوية للمشاريع: التجار والتنمية الاقتصادية في ثورة فيلادلفيا (صدر الكتاب لأول مرة في شابل هيل بولاية كارولينا الشمالية عام 1986)                                              | توماس دويرفلينغر                                                           |
| 1987  | جذور العنف في فيلادلفيا السوداء (١٨٦٠-١٩٠٠) (صدر الكتاب لأول مرة في ماساتشوستس عام 1986)                                                                                         | روجر لين                                                                   |
| 1988  | The Rise of American Air Power: The Creation of Armageddon (صدر الكتاب لأول مرة في نيوهافن عام 1987)                                                                             | مايكل س. شيري                                                              |
| 1988  | العمل غير الحر: العبودية الأمريكية والعبودية الروسية (صدر الكتاب لأول مرة في ماساتشوستس عام 1987)                                                                                | بيتر كولشن                                                                 |
| 1989  | إعادة الإعمار: ثورة أمريكا غير المكتملة (1863-1877) (صدر الكتاب لأول مرة في نيويورك عام 1988)                                                                                    | إريك فونر                                                                  |
| 1989  | ابتكار الناس: صعود السيادة الشعبية في إنجلترا وأمريكا (صدر الكتاب لأول مرة في نيويورك عام 1988)                                                                                  | إدموند س. مورغان                                                           |
| 1990  | عالم الهنود الجديد: كاتاوباس وجيرانهم من الاتصال الأوروبي خلال عصر الإزالة (صدر الكتاب لأول مرة في شابل هيل، كارولينا الشمالية عام 1989)                                         | جيمس هـ. ميريل                                                             |
| 1990  | رحلة مظلمة: المسيسيبيون السود في عصر جيم كرو (صدر الكتاب لأول مرة في نيويورك عام 1989)                                                                                           | نيل ر. ماكميلان                                                            |
| 1991  | عقد صفقة جديدة: عمال الصناعة في شيكاغو (1919-1939) (صدر الكتاب لأول مرة في ماساتشوستس عام 1990)                                                                                  | ليزابيث كوهين                                                              |
| 1991  | قصة قابلة: حياة مارثا بالارد بناءاً على مذكراتها (1785-1812) (صدر الكتاب لأول مرة في نيويورك عام 1990)                                                                            | لوريل ثيتشر أولريش                                                         |
| 1992  | متروبوليس الطبيعة: شيكاغو والغرب العظيم (صدر الكتاب لأول مرة في نيويورك عام 1991)                                                                                                | ويليام كرونون                                                              |
| 1992  | الحرب المدمرة: ويليام تيكومسيه شيرمان وستونوول جاكسون والأمريكيون (صدر الكتاب لأول مرة في نيويورك عام 1991)                                                                      | تشارلز رويستر                                                              |
| 1993  | السنوات الخاصة (صدر الكتاب لأول مرة في أوكسفورد عام 1992) | تشارلز كابر                                                                |
| 1993  | أولوية القوة: الأمن القومي وإدارة ترومان والحرب الباردة (صدر الكتاب لأول مرة في كاليفورنيا عام 1992)                                                                             | ميلفن ب. ليفلر                                                             |
| 1994  | عصر الفيدرالية: الجمهورية الأمريكية المبكرة (1788–1800) (صدر الكتاب لأول مرة في أوكسفورد عام 1993)                                                                               | ستانلي إلكنز، وإريك ماكيتريك                                               |
| 1994  | تحقيق حول مؤامرة العبيد في الحرب الأهلية (صدر الكتاب لأول مرة في لويزيانا عام 1993)                                                                                              | وينثروب د. جوردون                                                          |
| 1994  | و. إ. ب. دو بوا: تاريخ التمييز العرقي (1868-1919) (صدر الكتاب لأول مرة في نيويورك عام 1993)                                                                                      | ديفيد ليفرنغ لويس                                                          |
| 1995  | نار المصفاة: صنع علم كون المورمون (1644-1844) (صدر الكتاب لأول مرة في ماساتشوستس عام 1994)                                                                                       | جون ل. بروك                                                                |
| 1995  | السكان المحليون: النضال من أجل الحقوق المدنية في ولاية ميسيسيبي (صدر الكتاب لأول مرة في نيويورك عام 1994)                                                                        | جون ديتمر                                                                  |
| 1996  | مدينة ويليام كوبر: القوة والإقناع على حدود الجمهورية الأمريكية المبكرة (صدر الكتاب لأول مرة في نيويورك عام 1995)                                                                 | ألان تايلور                                                                |
| 1996  | أمريكا والت ويتمان: سيرة ذاتية ثقافية (صدر الكتاب لأول مرة في نيويورك عام 1995)                                                                                                  | ديفيد س. رينولدز                                                           |
| 1997  | قوانين صريحة وأصلية: تعديل دستور الولايات المتحدة (1776-1995) (صدر الكتاب لأول مرة في كنساس عام 1995)                                                                            | ديفيد إ. كيفيج                                                             |
| 1997  | الآمال الكبرى: الولايات المتحدة (1945-1974) (صدر الكتاب لأول مرة في أوكسفورد عام 1996)                                                                                           | جيمس ت. باترسون                                                            |
| 1998  | الصليب الجنوبي: بدايات جماعات الكتاب المقدس (صدر الكتاب لأول مرة في نيويورك عام 1997)                                                                                            | كريستين لاي هايرمان                                                        |
| 1998  | الصراع: تاريخ العلاقات بينش الولايات المتحدة واليابان (صدر الكتاب لأول مرة في نيويورك عام 1997)                                                                                  | والتر لافيبر                                                               |
| 1998  | أصول الأزمة الحضرية: التمييز العرقي وعدم المساواة في ديترويت بعد الحرب (صدر الكتاب لأول مرة في برينستون نيوجيرسي عام 1997)                                                       | توماس ج. سوغر                                                              |
| 1999  | منذ ألفي عام مضت: أول قرنين من تاريخ العبودية في أمريكا الشمالية (صدر الكتاب لأول مرة في ماساتشوستس عام 1998)                                                                    | إيرا برلين                                                                 |
| 1999  | العبودية المضادة: الثقافة السوداء في تشيسابيك في القرن الثامن عشر والمنطقة المنخفضة (صدر الكتاب لأول مرة في شابل هيل، كارولينا الشمالية عام 1998)                                | فيليب د. مورغان                                                            |
| 1999  | اسم الحرب: حرب الملك فيليب وأصول الهوية الأمريكية (صدر الكتاب لأول مرة في نيويورك عام 1998)                                                                                      | جيل ليبور                                                                  |
| 2000  | على أبواب أمريكا: المفاوضون على الحدود الأمريكية (صدر الكتاب لأول مرة في نيويورك عام 1999)                                                                                       | جيمس هـ. ميريل                                                             |
| 2000  | احتواء الهزيمة: اليابان في أعقاب الحرب العالمية الثانية (صدر الكتاب لأول مرة في نيويورك عام 1999)                                                                                | جون دوور                                                                   |
| 2000  | اختطاف اليتيم العظيم في أريزونا (صدر الكتاب لأول مرة في ماساتشوستس عام 1999) | ليندا جوردون                                                               |
| 2001  | تسليح أمريكا، الأصول القومية لثقافة حمل السلاح (صدر الكتاب لأول مرة في نيويورك عام 2000)                                                                                         | مايكل بيليسيليس، وألغيت الجائزة بعد ذلك بسبب انتهاك المؤلف لمعايير الجائزة |
| 2001  | معسكر هدير: العالم الاجتماعي لحمى الذهب في كاليفورنيا (صدر الكتاب لأول مرة في نيويورك عام 2000)                                                                                  | سوزان لي جونسون                                                            |
| 2001  | الرئيس: حياة ويليام راندولف هيرست (صدر الكتاب لأول مرة في نيويورك عام 2000) | ديفيد ناساو                                                                |
| 2002  | التمييز العرقي وإعادة الوحدة: الحرب الأهلية في الذاكرة الأمريكية (صدر الكتاب لأول مرة في ماساتشوستس عام 2001)                                                                    | ديفيد و. بلايت                                                             |
| 2002  | في السعي لتحقيق العدالة: النساء والرجال والسعي وراء المواطنة الاقتصادية في أمريكا القرن العشرين (صدر الكتاب لأول مرة في أوكسفورد عام 2001)                                       | أليس كيسلر هاريس                                                           |
| 2003  | الأسرى وأبناء العم: العبودية والقرابة والمجتمع في المناطق الحدودية الجنوبية الغربية (صدر الكتاب لأول مرة في شابيل هيل، كارولينا الشمالية عام 2002)                               | جيمس ف. بروكس                                                              |
| 2003  | تجارة الرقيق الهندية: صعود الإمبراطورية الإنجليزية في الجنوب الأمريكي (1670-1717) (صدر الكتاب لأول مرة في نيوهافن عام 2002)                                                      | ألان جيلي                                                                  |
| 2004  | في وجود الأعداء الكامنين بالداخل: الحرب في قلب أمريكا (1859-1863) (صدر الكتاب لأول مرة في نيويورك عام 2003)                                                                      | إدوارد ل. أيرس                                                             |
| 2004  | أمة تحت أقدامنا: الكفاح السياسي الأسود في الريف الجنوبي من العبودية إلى الهجرة الكبرى (صدر الكتاب لأول مرة في ماساتشوستس عام 2003)                                               | ستيفن هان                                                                  |
| 2004  | جوناثان إدواردز: حياته (صدر الكتاب لأول مرة في نيوهافن عام 2003) | جورج م. مارسدن                                                             |
| 2005  | إسرائيل على الأبوماتوكس: تجربة جنوبية في حرية السود من تسعينيات القرن التاسع عشر من خلال الحرب الأهلية (صدر الكتاب لأول مرة في نيويورك عام 2004)                                 | ميلفن باتريك إلي                                                           |
| 2005  | من جيم كرو إلى الحقوق المدنية: المحكمة العليا والنضال من أجل المساواة العرقية (صدر الكتاب لأول مرة في أوكسفورد عام 2004)                                                         | مايكل ج. كلارمان                                                           |
| 2005  | تخمينات النظام: الحياة الفكرية والجنوب الأمريكي (1810-1860) (صدر الكتاب لأول مرة في شابل هيل، كارولينا الشمالية عام 2004)                                                        | مايكل أوبرين                                                               |
| 2006  | مكان للسكنى: ملحمة بلانتيشن (صدر الكتاب لأول مرة في نيوهافن عام 2005) | إرسكين كلارك                                                               |
| 2006  | الحرب الباردة العالمية: تدخلات العالم الثالث وصناعة العصر الأمريكي (صدر الكتاب لأول مرة في نيويورك عام 2005)                                                                     | أود أرن ويستد                                                              |
| 2006  | صعود الديمقراطية الأمريكية: من جيفرسون إلى لينكولن (صدر الكتاب لأول مرة في نيويورك عام 2005)                                                                                     | سين فيلنتز                                                                 |
| 2007  | أغنية الطائر المحاكي: المناظر الطبيعية البيئية في الجنوب الأمريكي (صدر الكتاب لأول مرة في شابل هيل، كارولينا الشمالية عام 2005)                                                  | جاك تمبل كيربي                                                             |
| 2007  | وليام جيمس: في دوامة الحداثة الأمريكية (صدر الكتاب لأول مرة في بوسطن عام 2006)                                                                                                   | روبرت د. ريتشاردسون                                                        |
| 2008  | قرن من السجائر: صعود وسقوط وثبات المنتج الذي ميز أمريكا (صدر الكتاب لأول مرة في نيويورك عام 2007)                                                                                | ألان م. براندت                                                             |
| 2008  | الرؤية الشعبوية (صدر الكتاب لأول مرة في نيويورك عام 2007) | تشارلز بوستل                                                               |
| 2008  | جيراننا المتوحشون: كيف غيرت الحرب الهندية أمريكا المبكرة (صدر الكتاب لأول مرة في نيويورك عام 2007)                                                                               | بيتر سيلفر                                                                 |
| 2009  | القتل من أجل الفحم: الحرب العمالية الأكثر دموية في أمريكا (صدر الكتاب لأول مرة في ماساتشوستس عام 2008)                                                                           | توماس ج. أندريوس                                                           |
| 2009  | إنها جمهورية المعاناة: الموت والحرب الأهلية الأمريكية (صدر الكتاب لأول مرة في نيويورك عام 2008)                                                                                  | درو كليبن فاوست                                                            |
| 2009  | إمبراطورية كومانتش (صدر الكتاب لأول مرة في نيوهافن عام 2008) | بيكا هيمالينين                                                             |
| 2010  | دوروثيا لانغ: حياة تتجاوز الحدود (صدر الكتاب لأول مرة في نيويورك عام 2009) | ليندا جوردون                                                               |
| 2010  | أبيغيل أدامز (صدر الكتاب لأول مرة في نيويورك عام 2009) | وودي هولتون                                                                |
| 2010  | من الأم البيضاء إلى العرقية السوداء: استعمار المستوطنين، والأمومة، وتهجير أطفال السكان الأصليين في الغرب الأمريكي وأستراليا (1880-1940) (صدر الكتاب لأول مرة في لنكولن عام 2009) | مارغريت د. جاكوبس                                                          |
| 2011  | تاريخ الحمل في أمريكا الحديثة (صدر الكتاب لأول مرة في نيويورك عام 2010) | سارا دوبو                                                                  |
| 2011  | المحاكمة النارية: أبراهام لنكولن والعبودية الأمريكية (صدر الكتاب لأول مرة في نيويورك عام 2010)                                                                                   | إريك فونر                                                                  |
| 2011  | حدود الحرية: القانون والعمل والهوية المدنية في استعمار أمريكا الإنجليزية (1580-1865) (صدر الكتاب لأول مرة في كامبريدج، إنجلترا، المملكة المتحدة عام 2010)                        | كريستوفر توملينز                                                           |
| 2012  | الإمبراطوريات والأمم والعائلات: تاريخ غرب أمريكا الشمالية (1800-1860) (صدر الكتاب لأول مرة في لنكولن عام 2011)                                                                   | آن هايد                                                                    |
| 2012  | عصر الأرقام العشرية (صدر الكتاب لأول مرة في ماساتشوستس عام 2011) | دانييل رودغرز                                                              |
| 2012  | تشجيعاً للمعارضة: أطلانطا والتاريخ الطويل لحركة الحقوق المدنية (صدر الكتاب لأول مرة في أوكسفورد عام 2001)                                                                         | توميكو براون ناجين                                                         |
| 2013  | البحر المميت: صيد المحيط الأطلسي في عصر الشراع (صدر الكتاب لأول مرة في ماساتشوستس عام 2012)                                                                                      | و. جيفري بولستر                                                            |
| 2013  | شفرة لينكولن: قوانين الحرب في التاريخ الأمريكي (صدر الكتاب لأول مرة في نيويورك عام 2012)                                                                                         | جون فابيان ويت                                                             |
| 2014  | مذبحة في غير محله: الصراع على ذكرى ساند كريك (صدر الكتاب لأول مرة في ماساتشوستس عام 2013)                                                                                        | آري كيلمان                                                                 |
| 2014  | الهلع ذاته: الصفقة الجديدة وقواعد العصر (صدر الكتاب لأول مرة في نيويورك عام 2013)                                                                                                | إيرا كاتسنيلسون                                                            |
| 2015  | إمبراطورية القطن: تاريخ عالمي (صدر الكتاب لأول مرة في نيويورك عام 2014) | سفين بيكرت                                                                 |
| 2015  | إمبراطورية الضرورة: العبودية والحرية والخداع في العالم الجديد (صدر الكتاب لأول مرة في نيويورك عام 2014)                                                                          | غريغ غراندن                                                                |
| 2016  | يد ماديسون: مراجعة الاتفاقية الدستورية (صدر الكتاب لأول مرة في ماساتشوستس عام 2015)                                                                                              | ماري سارا بيلدر                                                            |
| 2016  | قانون الحدود: حرب سيمينول الأولى والأمة الأمريكية (صدر الكتاب لأول مرة في ماساتشوستس عام 2015)                                                                                   | ديبورا روزن                                                                |
| 2016  | حدود المياه المالحة: الهنود والمنافسة على الساحل الأمريكي (صدر الكتاب لأول مرة في نيوهافن عام 2015)                                                                              | أندرو ليبمان                                                               |
| 2017  | العبودية الأخرى: القصة الكاملة للعبودية الهندية في أمريكا (صدر الكتاب لأول مرة في نيويورك عام 2016)                                                                              | أندريس ريسنديز                                                             |
| 2017  | الدم في الماء: انتفاضة سجن أتيكا عام 1971 وإرثها (صدر الكتاب لأول مرة في نيويورك عام 2016)                                                                                       | هيثر آن ثومبسون                                                            |
| 2017  | إعادة تشكيل المريض الأمريكي: كيف حوّل ماديسون أفينيو والطب الحديث المرضى إلى مستهلكين (صدر الكتاب لأول مرة في شابل هيل، كارولينا الشمالية عام 2016)                               | نانسي تومز                                                                 |
| 2018  | أعداء عنيدون: الحرب في المحيط الهادئ (1944-1945) (صدر الكتاب لأول مرة في أوكسفورد عام 2017)                                                                                      | والدو هاينرش، ومارك غاليتشيو                                               |
| 2018  | ابن الله الأحمر: دين رقصة الشبح وصنع أمريكا الحديثة (صدر الكتاب لأول مرة في نيويورك عام 2017)                                                                                    | لويس س. وارن                                                               |
| 2018  | الظلام يسقط على أرض النور: تجربة الصحوة الدينية في نيو إنجلاند في القرن الثامن عشر (صدر الكتاب لأول مرة في شابل هيل، كارولينا الشمالية عام 2017)                                 | دوغلاس ل. وينيارسكي                                                        |
| 2019  | فريدريك دوغلاس: نبي الحرية. (صدر الكتاب لأول مرة في نيويورك عام 2018) | ديفيد و, بلايت                                                             |
| 2019  | مواطننا الحبيب: تاريخ جديد لحرب الملك فيليب (صدر الكتاب لأول مرة في نيو هافن، كارولينا الشمالية عام 2018)                                                                        | ليزا بروكس                                                                 |
| 2020  | إنقاذ مدن أمريكا: إد لوج والنضال من أجل تجديد المدن الأمريكية في عصر الضواحي (صدر الكتاب لأول مرة في نيويورك عام 2019)                                                           | ليزابيث كوهين                                                              |
| 2020  | أوهام التحرر: السعي وراء الحرية والمساواة في شفق العبودية (صدر الكتاب لأول مرة في شابل عيل، كارولينا الشمالية عام 2019)                                                          | جوزيف ب. رايدي                                                             |
| 2021  | جمهورية لا تستحق: سلب الأمريكيين الأصليين والطريق إلى الدولة الهندية (صدر الكتاب لأول مرة في نيويورك عام 2020)                                                                   | كلاوديا سونت                                                               |
| 2021  | كاترين: تاريخها (1915-2015) (صدر الكتاب لأول مرة في ماساتشوستس عام 2020) | أندي هورويتز                                                               |